# Räpplinge kyrka

Räpplinge kyrka är en kyrkobyggnad i Växjö stift. Den är församlingskyrka i Räpplinge-Högsrums församling. Här konfirmerades kronprinsessan Victoria år 1992.

## Kyrkobyggnaden
I Räpplinge byggdes troligen en träkyrka i mitten av 1000-talet.Denna ersattes av en kyrka uppförd i sten under 1100-talet.  Genom   J.H. Rhezelius pennteckningar från 1634 framkommer hur kyrkan byggts ut i etapper. Under 1100-talets första hälft uppfördes en mindre kyrkobyggnad som bestod av långhus och kor med absid i öster. Långhusets södra mur och västgaveln är fortfarande bevarade och ingår i den nuvarande kyrkan. 
Kyrkan försågs senare under 1100-talets andra hälft med det nuvarande västtornet. Mot slutet av nämnda århundrade byggdes ytterligare ett torn i öster varvid byggnaden blev en klövsadelkyrka. Långhusmurarna förhöjdes och en försvarsvåning med skottgluggar inreddes. Anledningen till denna förvandling av kyrkan till den dubbla funktionen av gudstjänstrum och sockenfästning var de oroliga utrikespolitiska förhållandena i Östersjöområdet från slutet av 1100-talet till en några decennier in på 1200-talet. 1240 byggdes ett kapell på långhusets nordsida. Västsidan av detta kapell med valvbåge och ett mindre fönster är fortfarande bevarat, där även ett stenaltare från medeltiden har sin plats. 
Vid ett flertal tillfällen under 1500 och 1600-talens krig  blev kyrkan genom sin närhet till Borgholms slott mycket illa åtgången. Återställandet och reparationer ställde stora krav på församlingen. Sedan kyrkan under 1700-talet bedömts som förfallen sattes en stor ombyggnad i gång 1802. Murarmästare Henrik Wermelin fick i uppdrag att utföra arbetet. Den ny kyrkorummet blev  enligt tidens ideal  en salkyrka  med stora rundbågiga fönster och tunnvalv. 1820 byggdes det medeltida västtornet som hitintills bevarats helt och hållet om. Tornet försågs med  en åttakantig lanternin  med hjälmformat tak krönt av ett kors. .
I lanterninen fick kyrkans båda klockor  som tidigare hängt i en klockstapel sin plats - Storklockan som gjutits 1684 av Hans Jackob Bierman och lillklockan gjuten i Stockholm 1750 av Johan Fahlsten.  . Det som vid inträdet i det ljusa  kyrkorummet  drar blickarna till sig är bl.a. de båda färgsprakande korfönstren komponerade 1929  av  Erik Jerken och framställer ”Bergspredikan”  och” Kristi förklaring”. Jerken har även komponerat södra fönstret i koret, ” Guds allseende öga”.

## Inventarier
- Altare med medeltida korsmärkt skiva i kapellet.
- Altaruppsats i lantlig rokoko skulpterad av Jonas Berggren 1755 med centralmotiv: ”Korsresningen”. Över denna en ängel  bärande ett kors samt allra överst den Helige Ande  i form av en duva inom solstrålar och moln. På vardera sida av ramverket gestalter som symboliserar lag och evangelium. Det tillhörande altaret är samtida med uppsatsen.
- Predikstol förfärdigad av Jonas Berggren. Målning och förgyllning av Anders Georg Wadsten Huvudmotivet är: ”Jesu samtal med den samariska kvinnan”.
- Dopfunt av röd kalksten från 1642.
- Porträtt av Kung Gustaf V och Drottning Victoria utförda av porträttmålaren Olof Segerfeldt, Stockholm 1941.
- Antependium broderat av kung Gustaf V.
- Kungliga karmstolar i koret, förgyllda med Kung Gustav V och Drottning Victorias monogram. Stolarna är skänkta 1937 av prinsessan Sibylla och hovjuvelerare Gunnar Svensson, Kalmar. De är tillverkade av bildhuggaren Theodor Karlsson i Virserum (se även Mörbylånga kyrka).
- Ett votivskepp med årtalet 1690.Skeppet som är en modell av ett holländskt örlogsfartyg är försett med rik skulptural utsmyckning.
- Två krucifix  överlämnade till kyrkan 1951 av prinsessan Sibylla enligt Drottning Victorias testamente.Krucifixen har tidigare haft sin plats på Sollidens slott.
- Bänkinredning från 1905.
- Läktare från kyrkans ombyggnadstid 1802 med målningar 1929 och 1943 av Erik Jerken. Bildfälten i läktarbarriären framställer: Adam   i paradiset, Noaks ark, Jesu födelse , Den barmhärtige samariten  och Jordens undergång.

## Bildgalleri

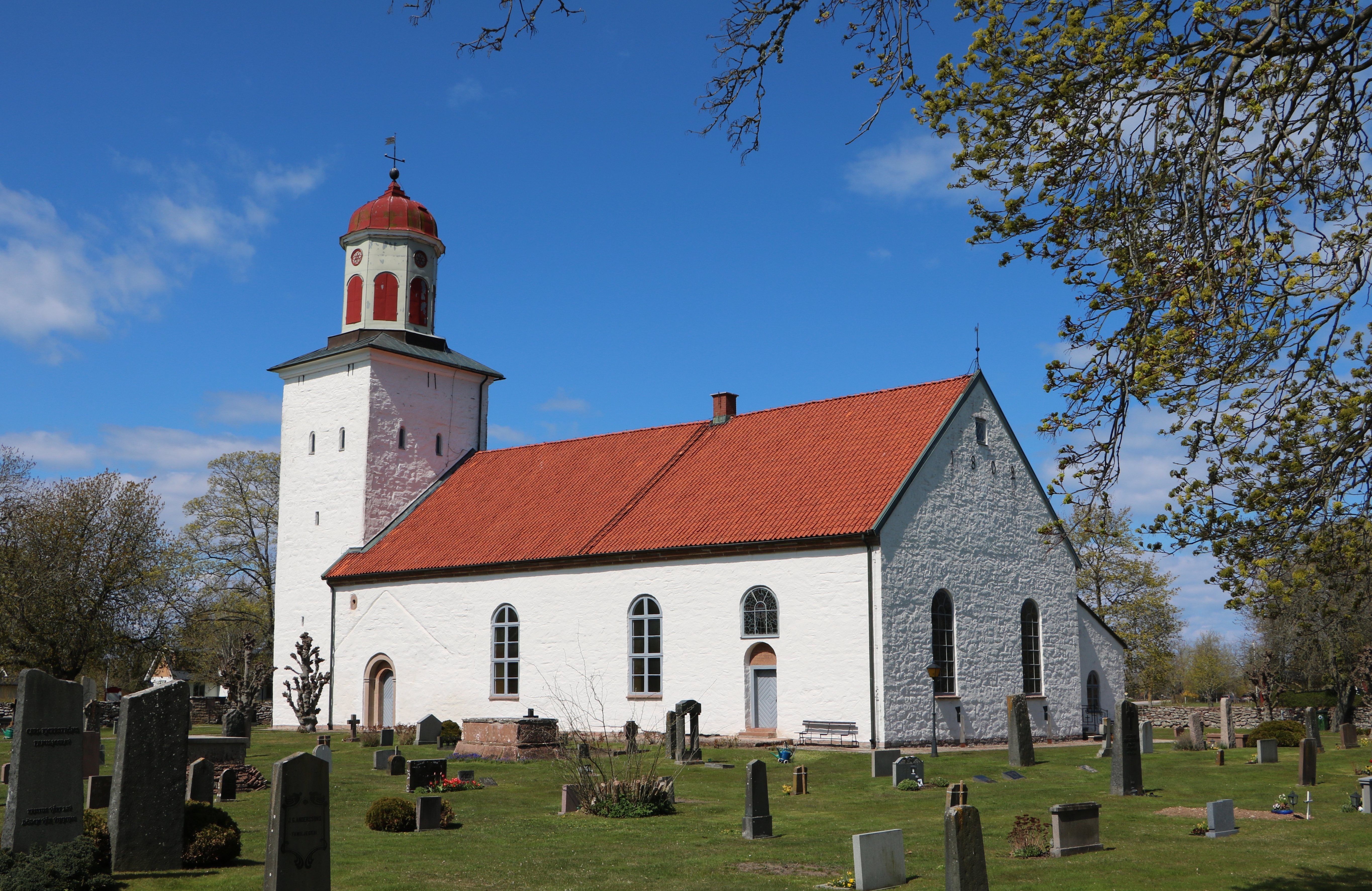
Kyrkan från söder.
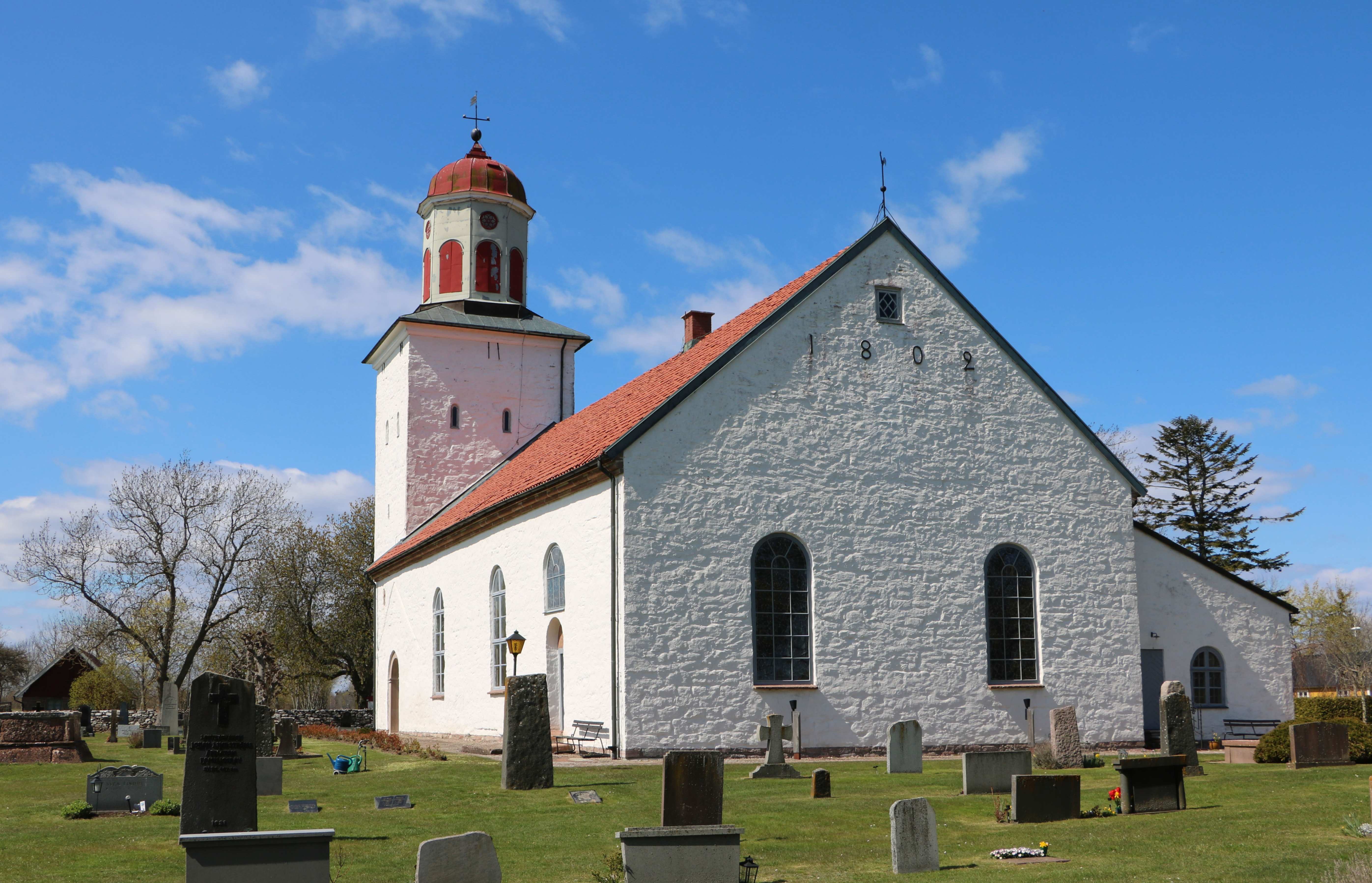
Kyrkan från sydöst.
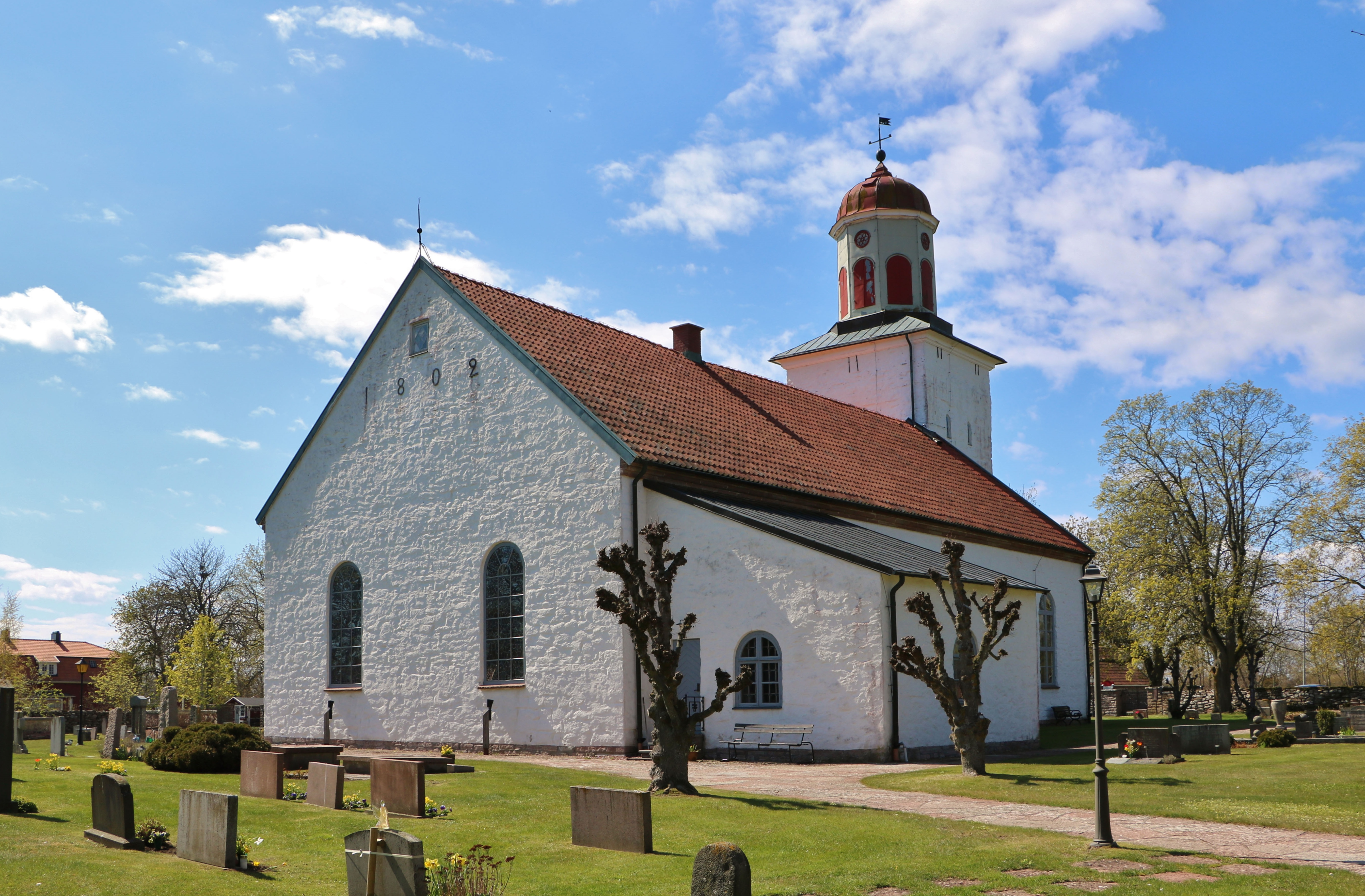
Exteriör från nordöst.
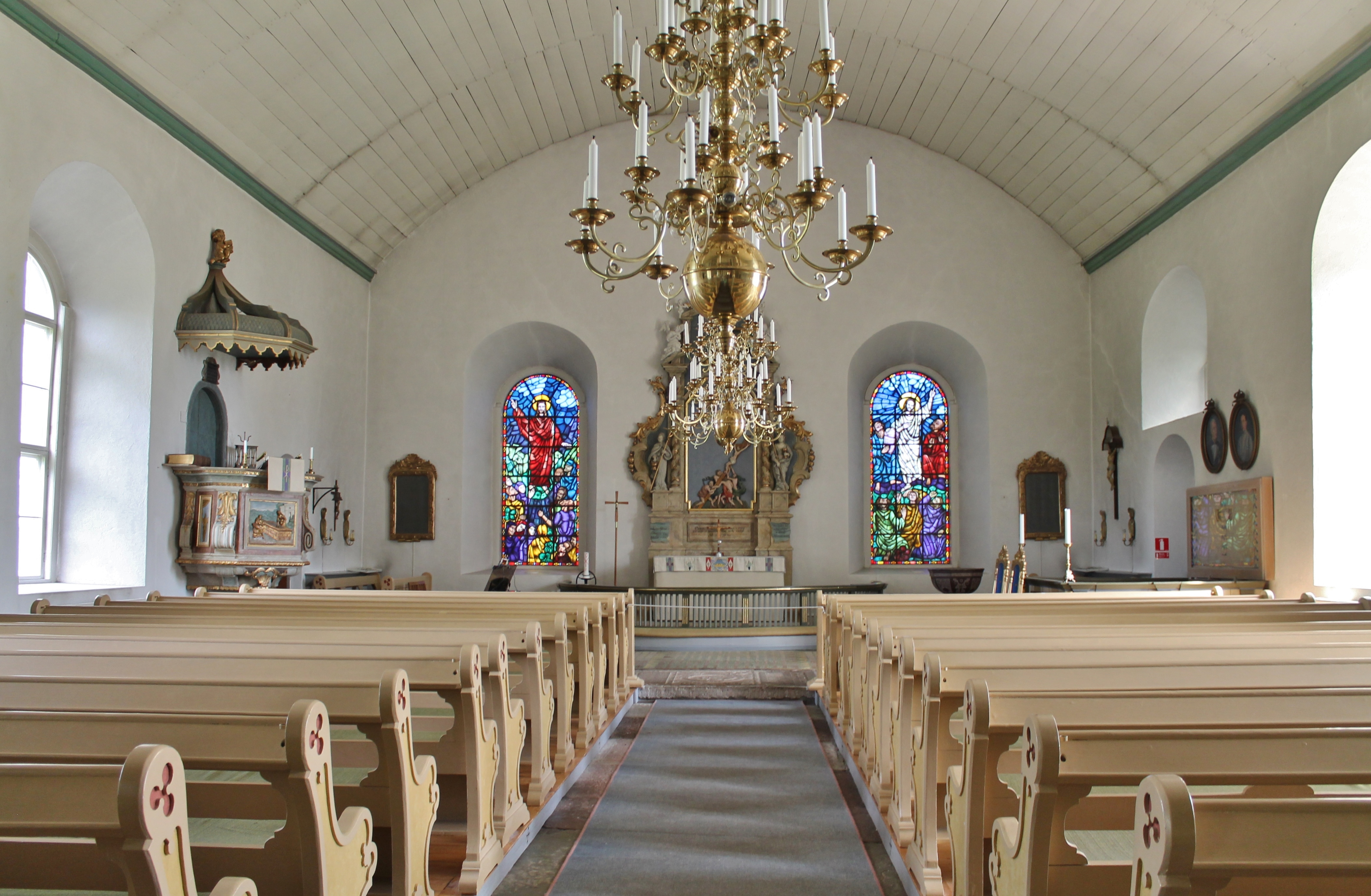
Interiör mot öster.
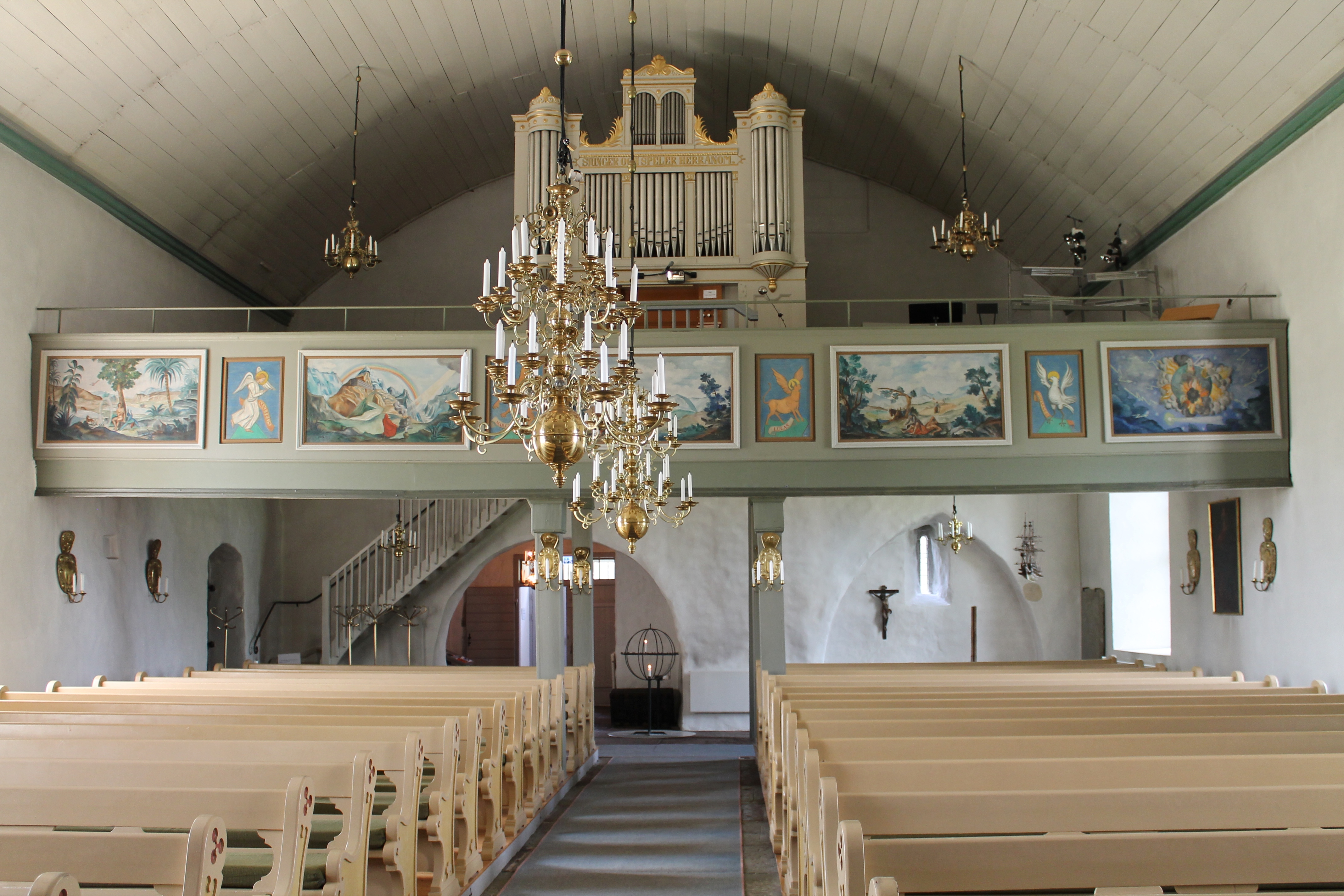
Interiör mot väster.
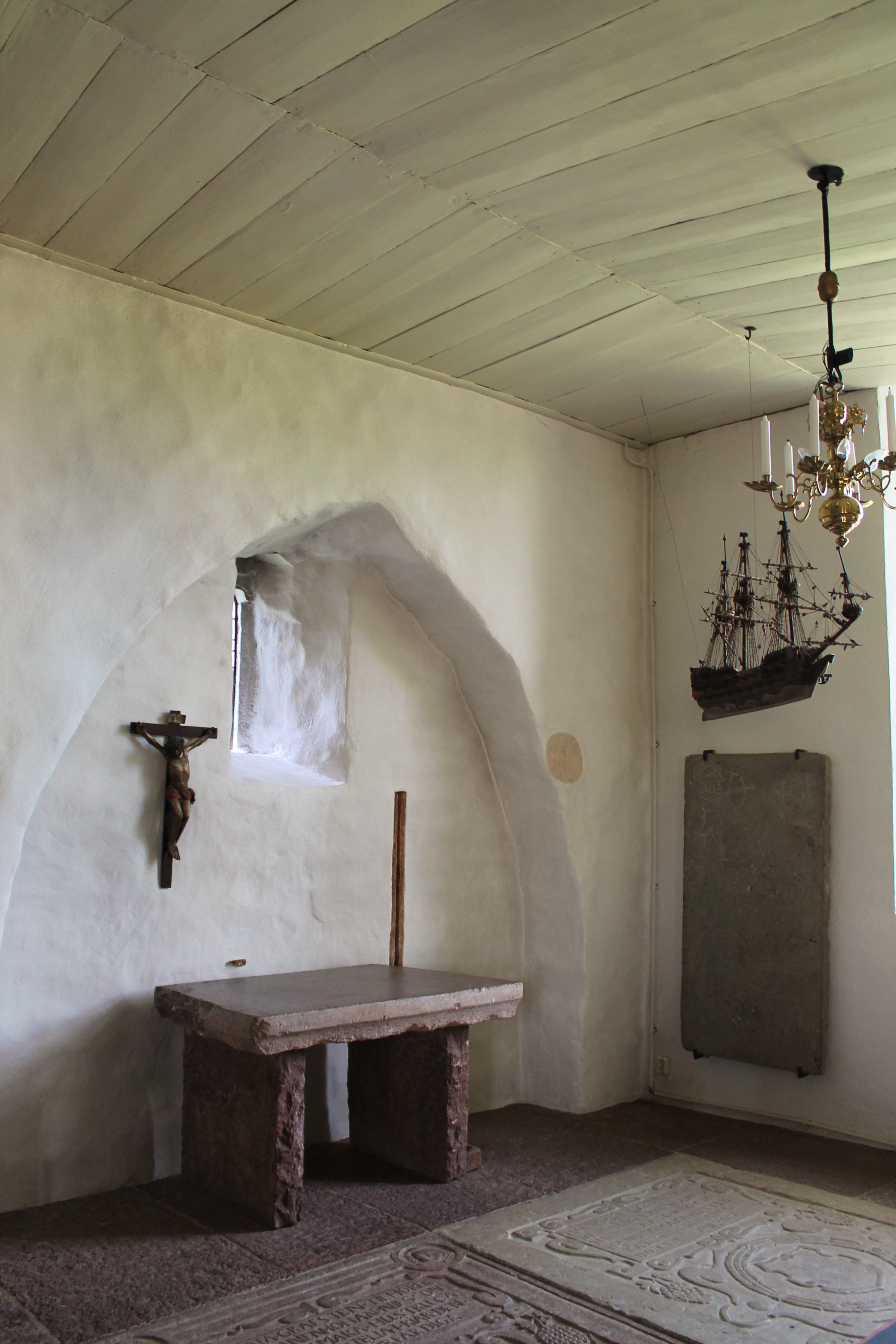
Kyrkorummets medeltida del.
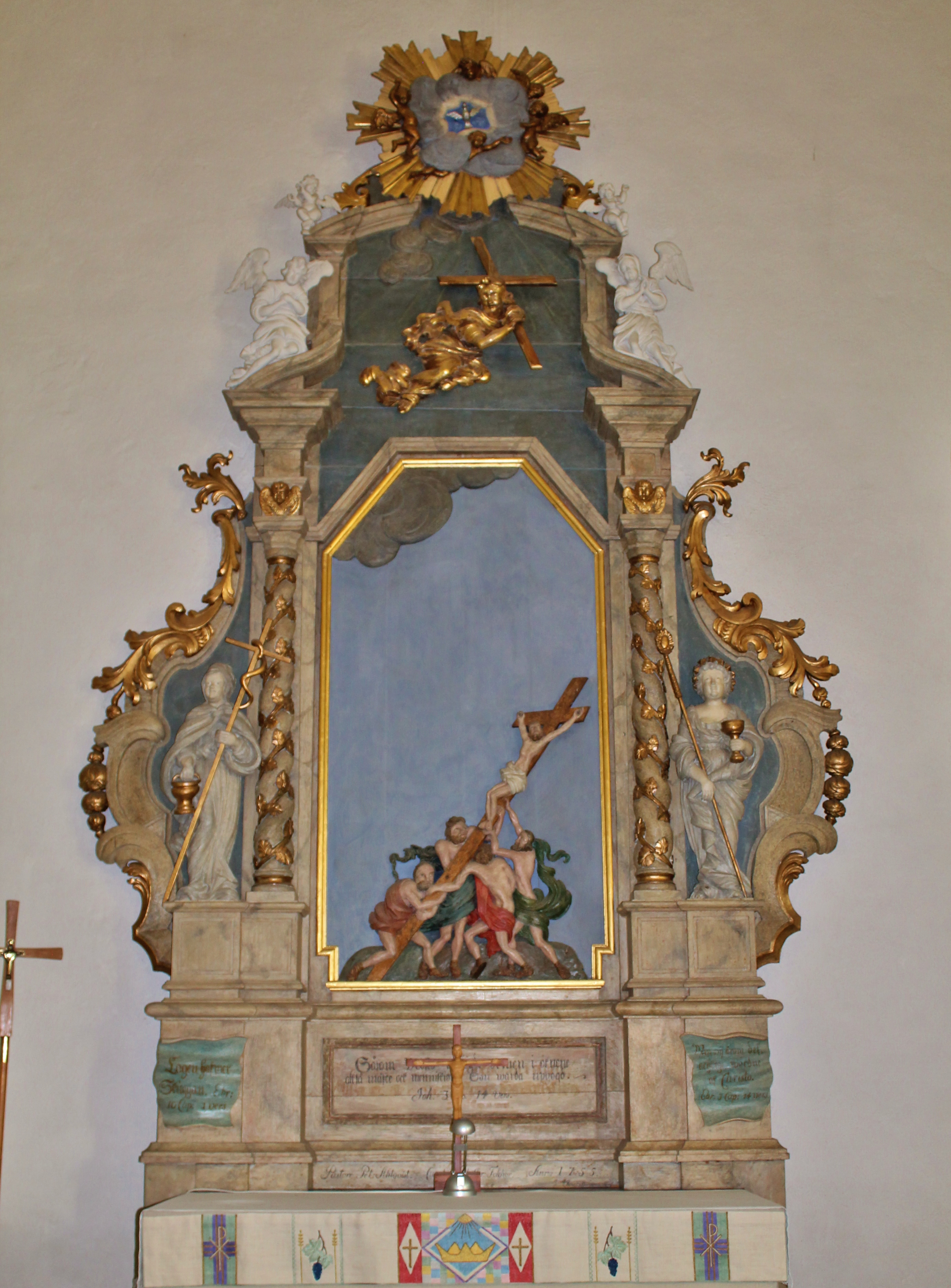
Jonas Berggrens altaruppsats.
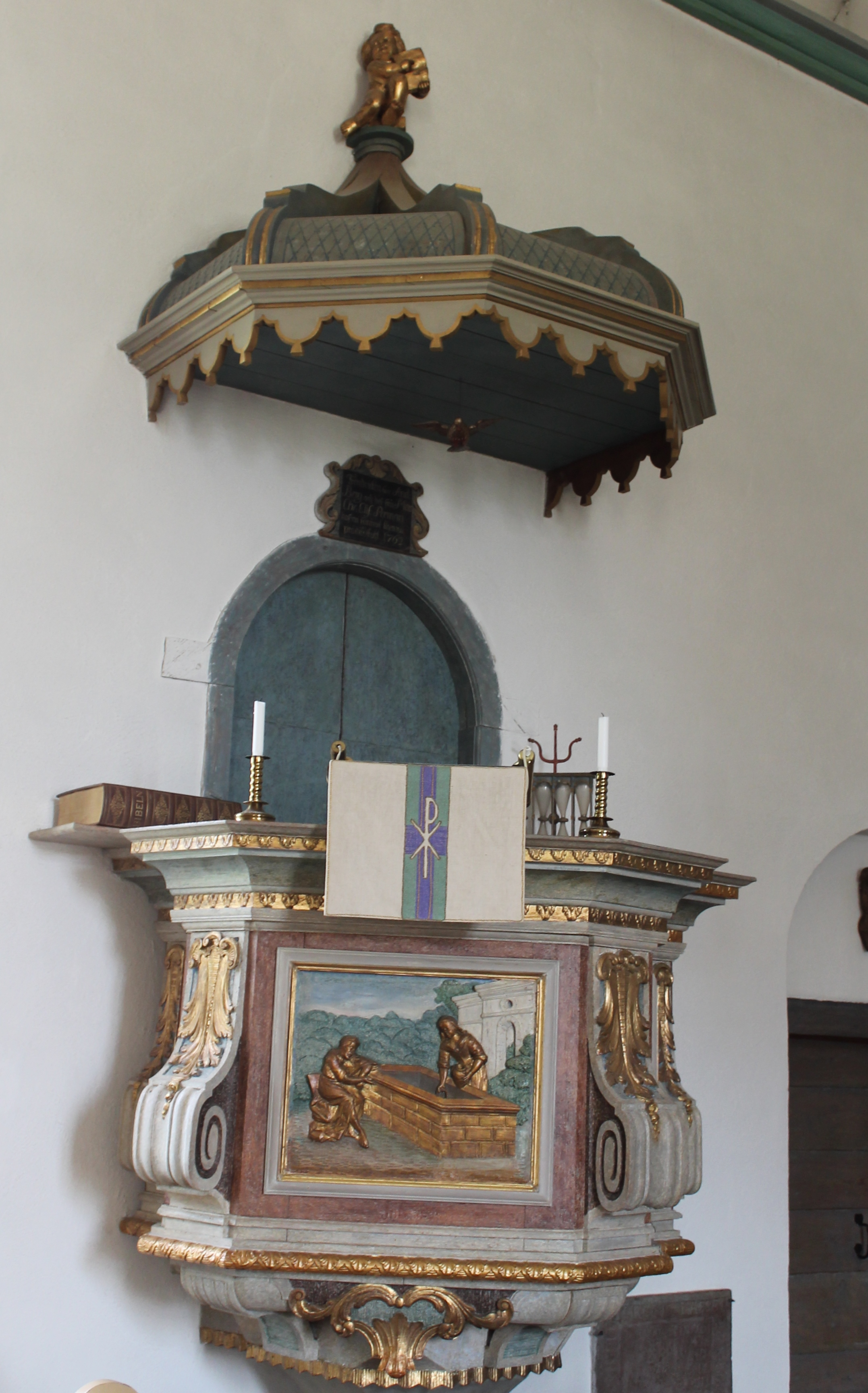
Predikstolen
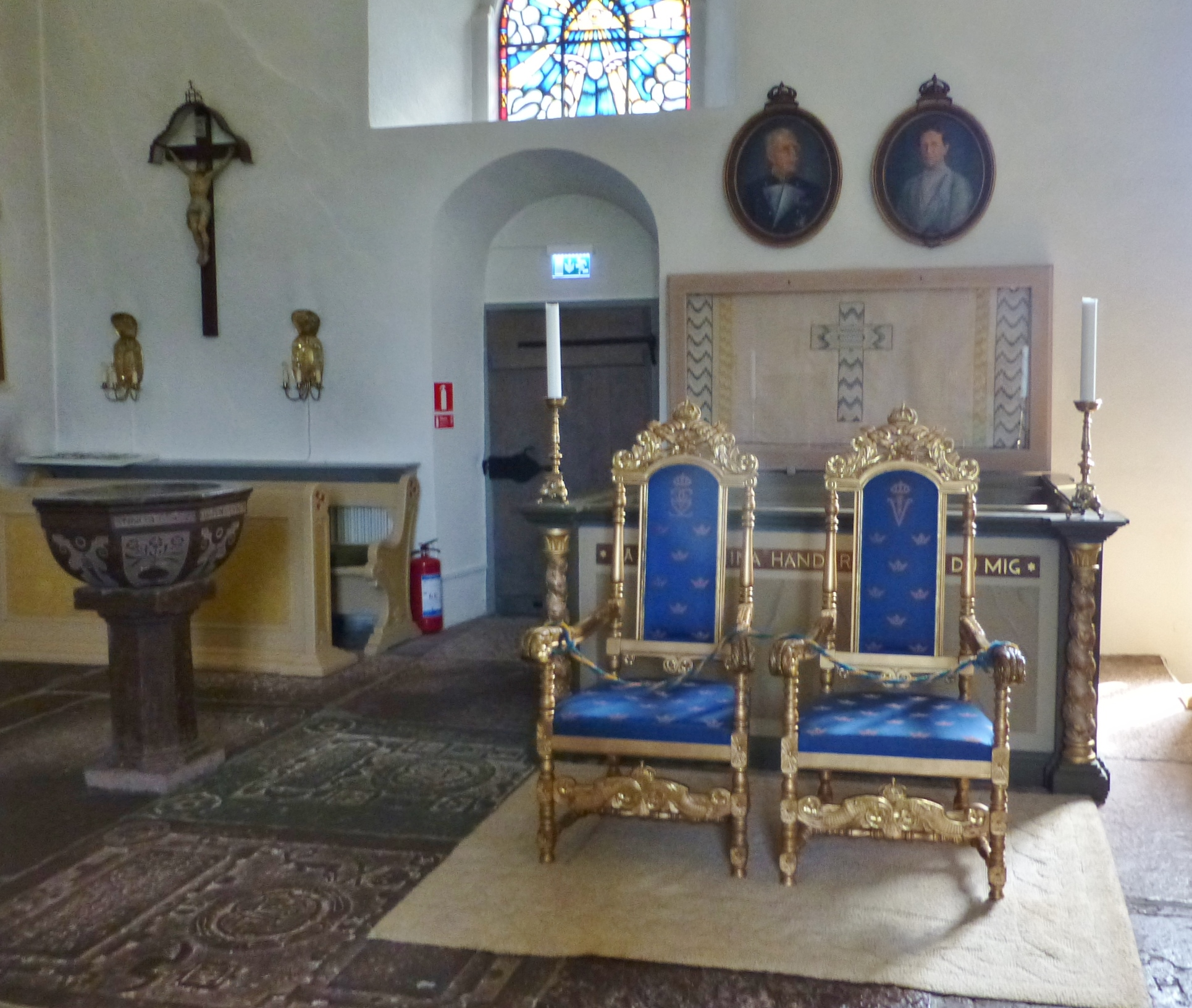
Kungastolarna av Theodor Karlsson och bakom dessa kung Gustav V:s egenhändigt broderade antependium.
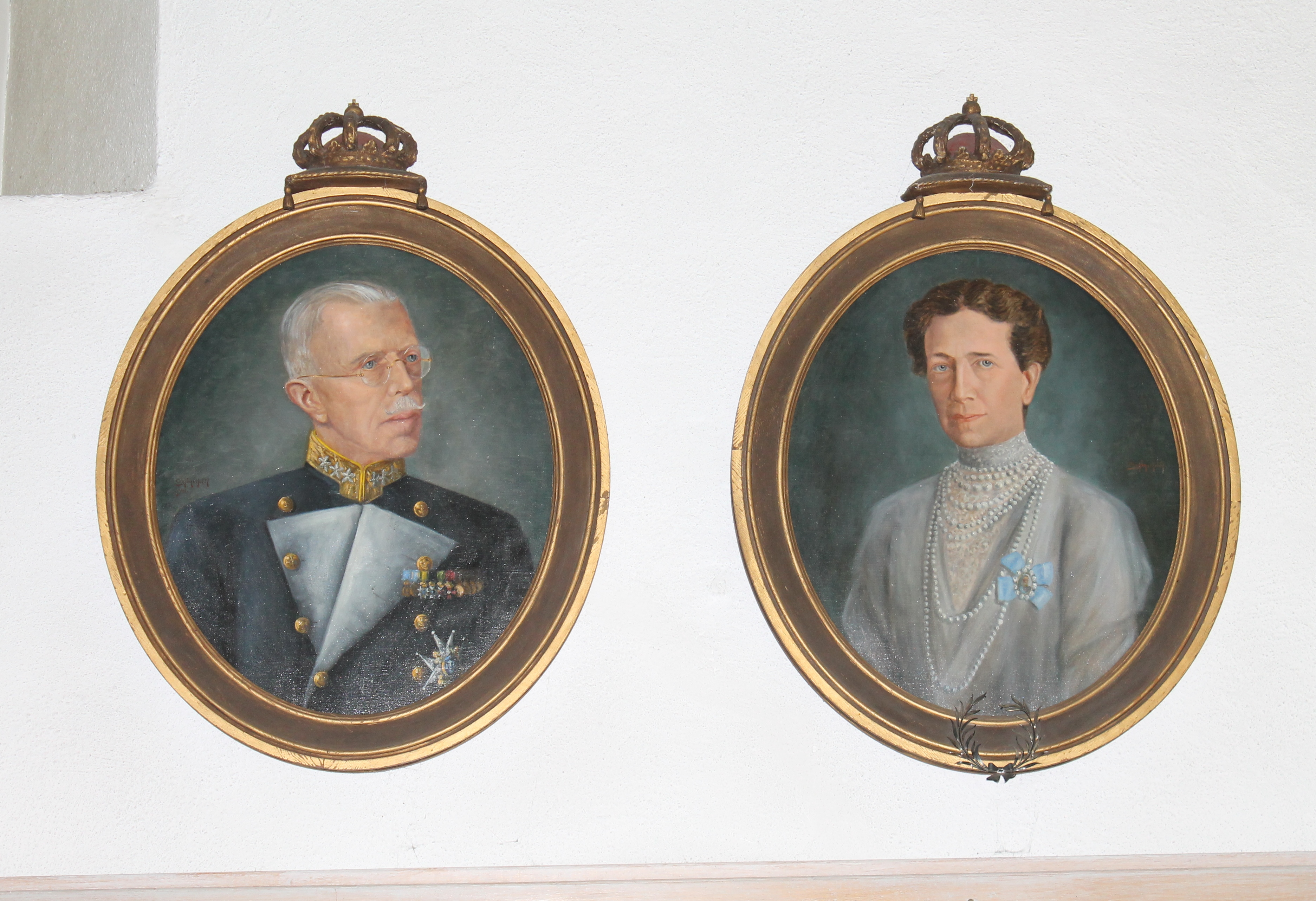
Porträtt i koret av  Kung Gustav V och Drottning Victoria.
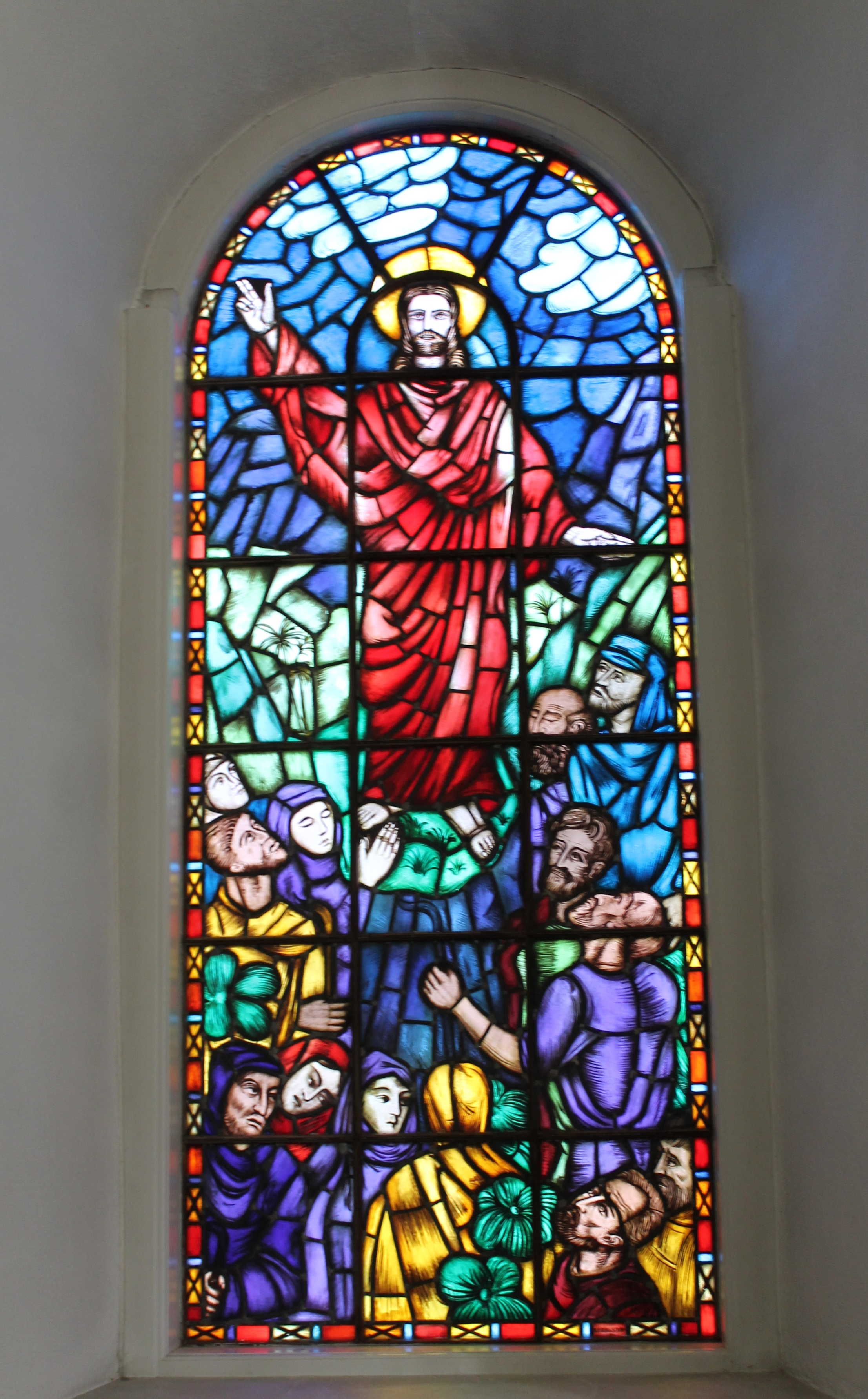
”Bergspredikan”.
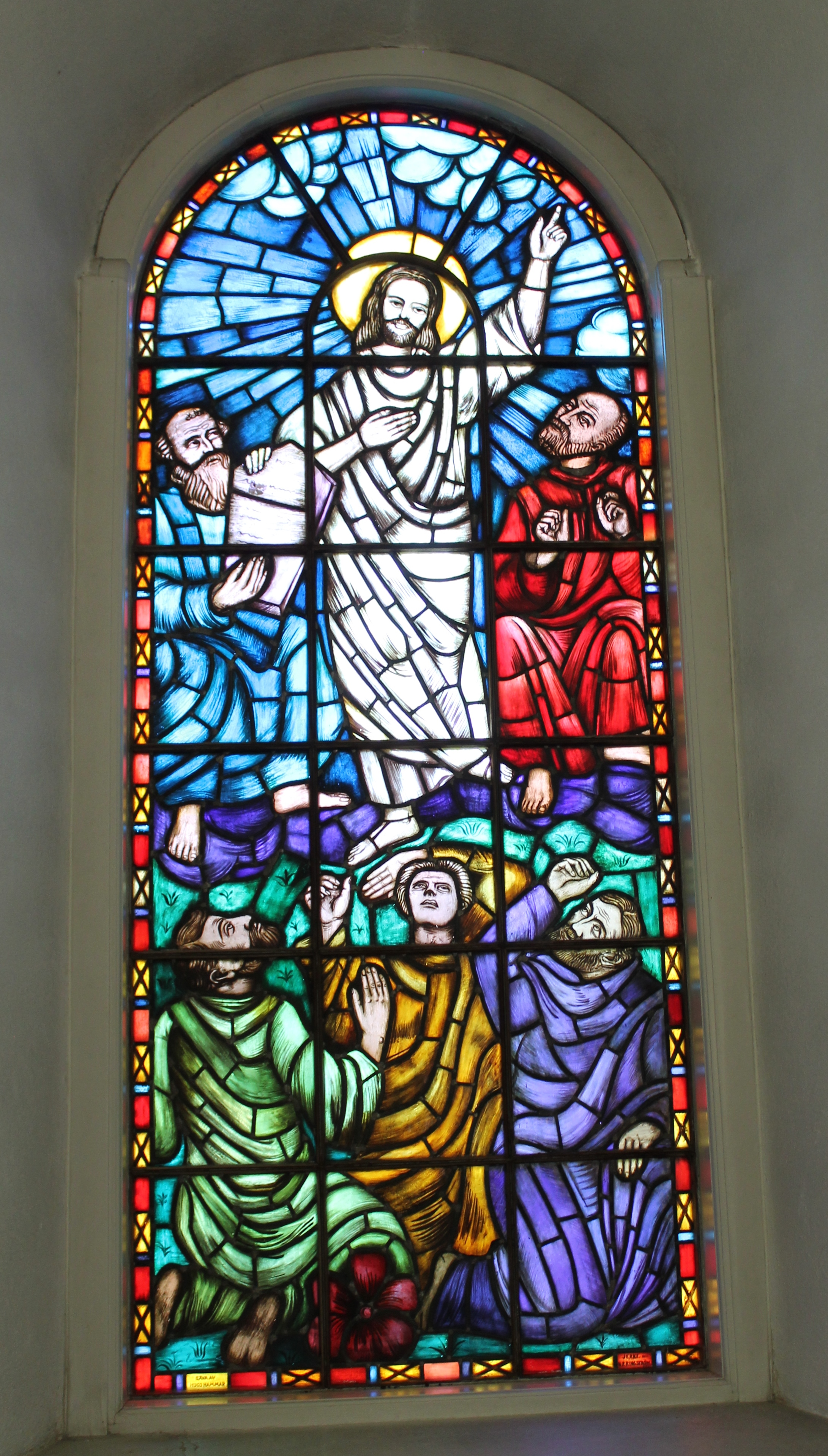
” Kristi förklaring”.
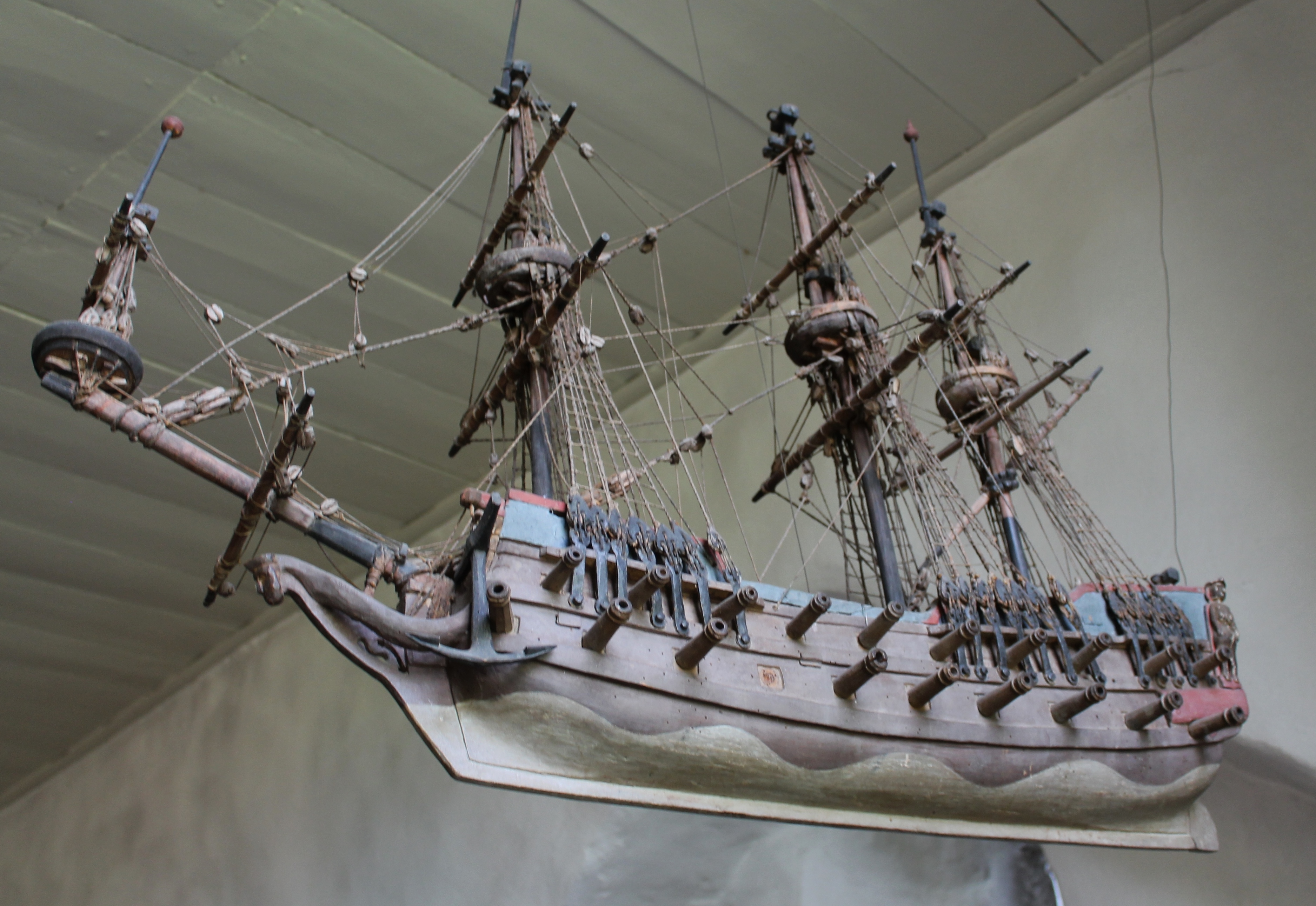
Votivskeppet från 1690.

## Orgel

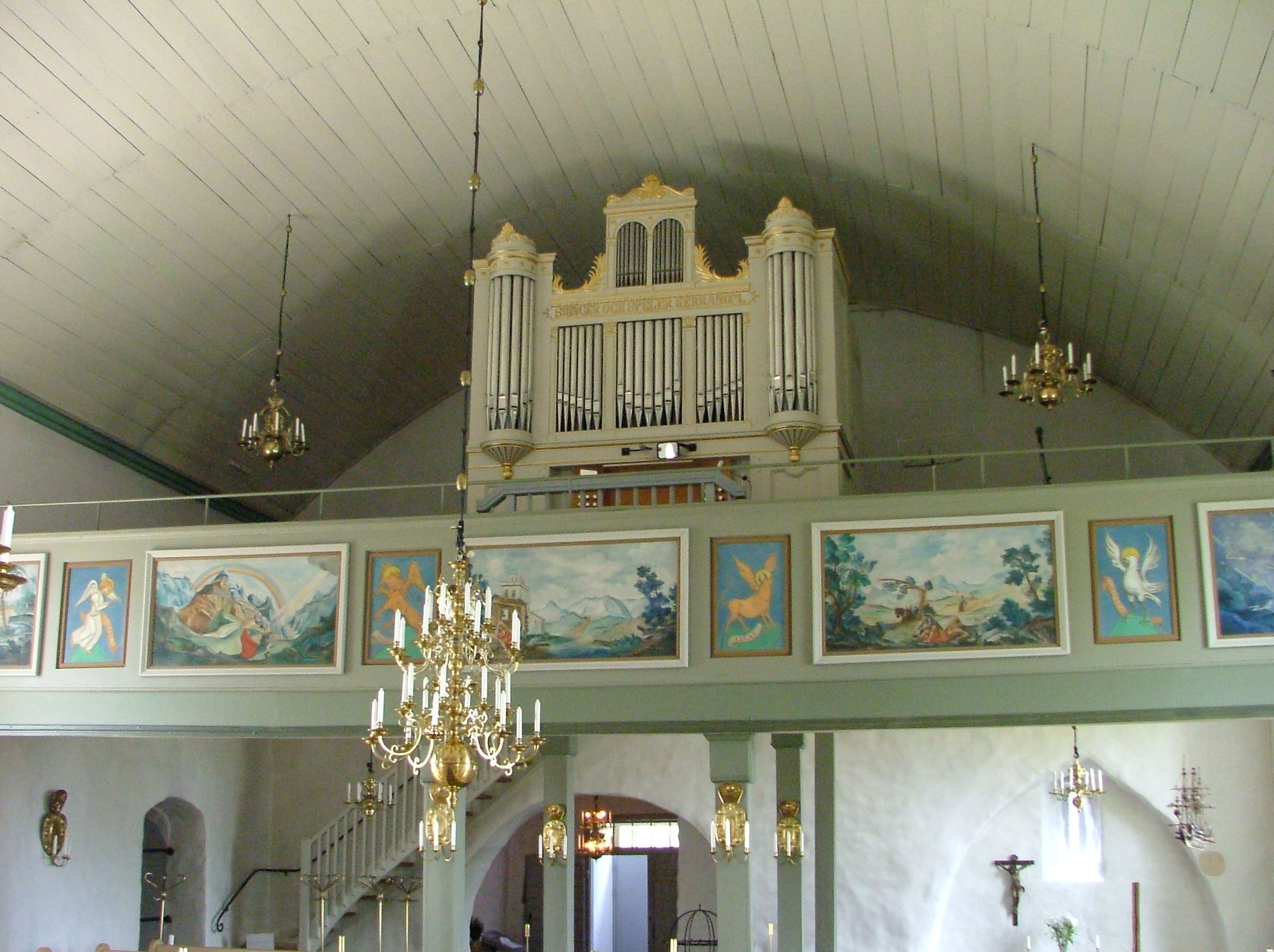
Orgeln med Ludvig Hawermans fasad och läktarbröst med målningar av Erik Jerken

- 1854 uppförde Nils Petter Petersson, Visby, ett orgelmelodium med sex stämmor. Orgeln invigdes den tredje söndagen i advent 1854.[3] Tillhörande fasad ritades av Ludvig Hawerman.
- 1899 renoverades orgeln av Emil Wirell, Virestad, till en kostnad av 1.400 kronor. Mekaniken förnyades och ett nytt fristående spelbord insattes.[4] Arbetet avsynades den 24 november 1899.[5]
- 1920 byggde Olof Hammarberg, Göteborg, en orgel med fjorton stämmor.
- 1965 uppförde A. Mårtenssons Orgelfabrik, Lund, ett nytt mekaniskt orgelverk bakom Hawermans fasad. Dispositionen har ändrats sedan orgelns tillkomst.

Nuvarande disposition:
| Huvudverk (I) | Bröstverk (II)    | Pedal         | Koppel |
| Principal 8′  | Rörflöjt 8′       | Subbas 16′    | I/P    |
| Gedackt 8′    | Koppelflöjt 4′    | Gedackt 8′    | II/P   |
| Oktava 4′     | Waldflöjt 2′      | Kvintadena 4′ | II/I   |
| Tvärflöjt 4′  | Kvint 2 ⅔′        |               |        |
| Oktava 2′     | Ters 1 ⅗′         |               |        |
| Scharf 3 chor | Crescendosvällare |               |        |

## Gravsatta på kyrkogården
- Lotte Laserstein, konstnär